# William Séry
William Séry (Parigi, 20 marzo 1988) è un calciatore francese, difensore del Fleury 91.

## Caratteristiche tecniche
È un difensore centrale.

## Carriera

### Club
Comincia a giocare nella seconda squadra del PSG. Nel 2006 viene acquistato dal Laval 2, con cui gioca per tre stagioni. Nel 2009 si trasferisce al Saint-Dié. Nell'estate 2010 passa al Raon-l'Étape. Nel 2013 viene ceduto al Lyon-La Duchère. Dopo una buona stagione, nel 2014 passa al Moulins. Nel luglio 2015 viene acquistato dal Quevilly.

### Nazionale
Nato e cresciuto in Francia, decide di giocare per la Martinica. Il debutto arriva il 23 ottobre 2012, nella gara Martinica-Porto Rico (2-1).